# Premyer Liqası (2024/2025)
Premyer Liqası 2024/2025 (znana jako Misli Premier League ze względów sponsorskich) 33. edycja najwyższej klasy rozgrywkowej piłki nożnej w Azerbejdżanie.
Brało w niej udział 10 drużyn, które w okresie od 2 sierpnia 2024 do 25 maja 2025 rozegrały 36 kolejek meczów.
Tytuł mistrzowski obroniła drużyna Qarabağ FK zdobywając czwarty tytuł z rzędu, a dwuasty w swojej historii.

## Format rozgrywek
Dziesięć uczestniczących drużyn gra ze sobą czterokrotnie.
Zwycięzca ligi zostaje mistrzem Azerbejdżanu i kwalifikuje się do I rundy kwalifikacyjnej Ligi Mistrzów UEFA.
Drużyna, która zajmie drugie, trzecie miejsce i zdobywca Pucharu Aemenii, kwalifikują się do II rundy kwalifikacyjnej Ligi Konferencji Europy UEFA.
W przypadku zdobycia pucharu przez drużynę, która zapewniła sobie grę w europejskich pucharach, awans otrzymuje czwarta drużyna rozgrywek.
Do niższej ligi spada bezpośrednio ostatnia drużyna.

## Drużyny
| Uczestnicy poprzedniej edycji | Uczestnicy poprzedniej edycji | Uczestnicy poprzedniej edycji | Uczestnicy poprzedniej edycji |
| --- | ----------------------------- | ----------------------------- | ----------------------------- |
| QAA | Qarabağ FK                    | Baku                          | 1                             |
| ZIR | Zirə Baku                     | Baku                          | 2                             |
| SAB | Sabah Baku                    | Baku                          | 3                             |
| SUM | Sumqayıt FK                   | Sumgait                       | 4                             |
| NEF | Neftçi PFK                    | Baku                          | 5                             |
| TUT | Turan Tovuz                   | Tovuz                         | 6                             |
| SEB | Səbail FK                     | Baku                          | 7                             |
| ARA | Araz Nachiczewan              | Nachiczewan                   | 8                             |
| KAP | Kəpəz Gəncə                   | Gandża                        | 9                             |
| Awans z Birinci Divizionu |                               |                               |                               |
| SMX | Şamaxı Baku                   | Şamaxı                        | 1                             |
| Oznaczenia: - kolumna pierwsza – skróty nazw drużyn, - kolumna trzecia – siedziba klubu, - kolumna czwarta – miejsce zajęte w poprzednim sezonie. |                               |                               |                               |

## Tabela
| Lp. | Drużyna          | M  | Z  | R  | P  | B+ | B– | +/– | Pkt | Kwalifikacja lub spadek                         |
| --- | ---------------- | -- | -- | -- | -- | -- | -- | --- | --- | ----------------------------------------------- |
| 1   | Qarabağ FK (M)   | 36 | 28 | 5  | 3  | 86 | 19 | +67 | 89  | Liga Mistrzów UEFA • II runda kwalifikacyjna    |
| 2   | Zirə Baku        | 36 | 23 | 5  | 8  | 59 | 27 | +32 | 74  | Liga Konferencji UEFA • II runda kwalifikacyjna |
| 3   | Araz Nachiczewan | 36 | 15 | 13 | 8  | 34 | 29 | +5  | 58  | Liga Konferencji UEFA • II runda kwalifikacyjna |
| 4   | Turan Tovuz      | 36 | 14 | 13 | 9  | 45 | 39 | +6  | 55  |                                                 |
| 5   | Sabah Baku (P)   | 36 | 10 | 18 | 8  | 50 | 46 | +4  | 48  | Liga Europy UEFA • I runda kwalifikacyjna       |
| 6   | Neftçi PFK       | 36 | 10 | 13 | 13 | 39 | 49 | −10 | 43  |                                                 |
| 7   | Şamaxı Baku      | 36 | 9  | 9  | 18 | 32 | 46 | −14 | 36  |                                                 |
| 8   | Sumqayıt FK      | 36 | 9  | 6  | 21 | 31 | 53 | −22 | 33  |                                                 |
| 9   | Kəpəz Gəncə      | 36 | 8  | 8  | 20 | 28 | 65 | −37 | 32  |                                                 |
| 10  | Səbail Baku (S)  | 36 | 4  | 10 | 22 | 28 | 59 | −31 | 22  | spadek do Birinci Divizionu                     |

## Wyniki
| Gospodarz \ Gość | ARA | KAP | NEF | QAR | SAB | SHM | SEB | SUM | TUR | ZIR | ARA | KAP | NEF | QAR | SAB | SHM | SEB | SUM | TUR | ZIR |
| ---------------- | --- | --- | --- | --- | --- | --- | --- | --- | --- | --- | --- | --- | --- | --- | --- | --- | --- | --- | --- | --- |
| Araz Nachiczewan |     | 1–0 | 1–1 | 1–4 | 0–1 | 1–0 | 3–2 | 1–0 | 1–0 | 1–1 |     | 0–0 | 2–1 | 1–3 | 1–1 | 1–1 | 0–0 | 2–0 | 1–1 | 0–1 |
| Kəpəz Gəncə      | 0–2 |     | 4–3 | 0–5 | 2–3 | 0–2 | 1–0 | 0–0 | 0–3 | 0–4 | 0–0 |     | 1–0 | 0–0 | 3–2 | 1–1 | 1–1 | 1–0 | 5–2 | 0–1 |
| Neftçi PFK       | 0–1 | 2–1 |     | 0–3 | 0–2 | 2–2 | 3–1 | 1–1 | 0–0 | 2–1 | 1–1 | 2–2 |     | 0–1 | 1–1 | 1–0 | 3–0 | 1–0 | 1–1 | 2–4 |
| Qarabağ FK       | 2–0 | 3–0 | 4–0 |     | 3–2 | 3–0 | 2–1 | 5–0 | 0–1 | 4–0 | 2–0 | 3–0 | 3–0 |     | 1–1 | 3–2 | 5–0 | 2–0 | 1–2 | 1–0 |
| Sabah Baku       | 1–1 | 2–2 | 0–0 | 1–1 |     | 2–2 | 1–0 | 3–1 | 2–2 | 0–2 | 2–2 | 0–1 | 1–0 | 1–1 |     | 3–1 | 3–2 | 0–0 | 2–1 | 1–1 |
| Şamaxı Baku      | 0–1 | 1–0 | 0–0 | 0–1 | 3–1 |     | 0–0 | 1–0 | 2–2 | 0–2 | 0–1 | 2–1 | 0–2 | 0–1 | 1–0 |     | 1–1 | 1–0 | 0–1 | 1–2 |
| Səbail Baku      | 0–2 | 4–0 | 1–1 | 0–3 | 2–4 | 2–0 |     | 0–1 | 1–1 | 0–1 | 1–1 | 1–0 | 1–2 | 1–4 | 0–0 | 0–2 |     | 1–4 | 0–0 | 0–1 |
| Sumqayıt FK      | 0–1 | 2–0 | 2–0 | 0–1 | 1–0 | 2–1 | 2–1 |     | 2–4 | 0–2 | 0–0 | 3–0 | 2–2 | 0–2 | 3–3 | 1–2 | 0–2 |     | 0–1 | 0–3 |
| Turan Tovuz      | 1–2 | 2–1 | 1–1 | 0–0 | 1–1 | 3–2 | 1–0 | 1–0 |     | 1–0 | 1–0 | 4–0 | 1–2 | 1–4 | 2–1 | 1–1 | 1–1 | 1–2 |     | 0–2 |
| Zirə Baku        | 0–1 | 3–0 | 2–0 | 1–3 | 1–1 | 0–1 | 4–1 | 4–1 | 0–0 |     | 1–0 | 2–0 | 1–2 | 3–2 | 1–1 | 3–0 | 1–0 | 3–1 | 1–0 |     |

## Statystyki
W sezonie 2024/25 mecze Premier League obejrzało łącznie 275 933 widzów. Przy 180 rozegranych spotkaniach średnia frekwencja wyniosła 1 533 osoby na mecz. Najwyższą frekwencją mogła się pochwalić drużyna Turan Tovuz – jej mecze zgromadziły łącznie 78 500 kibiców, co daje średnio 4 361 widzów na spotkanie.

## Rekordy
Mecz derbowy pomiędzy Neftçi a Qarabağ, który odbył się 16 lutego 2025 roku na stadionie Neftçi Arena, był najczęściej oglądanym spotkaniem sezonu 2024/25 Misli Premier League – zgromadził 9 355 widzów.

## Najlepsi strzelcy
| Bramki | Strzelcy            | Drużyna       |
| ------ | ------------------- | ------------- |
| 15     | Leandro Andrade     | Qarabağ FK    |
| 12     | Salifou Soumah      | Zirə Baku     |
| 11     | Dawit Wolkowi       | Zirə Baku     |
| 11     | Jesse Sekidika      | Sabah Baku    |
| 10     | Felipe Santos       | Araz Naxçıvan |
| 9      | Joy-Lance Mickels   | Sabah Baku    |
| 9      | Nəriman Axundzadə   | Qarabağ FK    |
| 9      | Raphael Utzig       | Zirə Baku     |
| 9      | Pavol Šafranko      | Sabah Baku    |
| 8      | Ołeksij Kaszczuk    | Qarabağ FK    |
| 8      | Brahim Konaté       | Şamaxı        |
| 8      | Filip Ozobić        | Neftçi PFK    |
| 7      | Yassine Benzia      | Qarabağ FK    |
| 7      | Giorgi Papunaszwili | Zirə Baku     |
| 7      | Alex Souza          | Turan Tovuz   |

## Stadiony
| Araz Nachiczewan | Araz Nachiczewan |
| ---------------- | ---------------- |
| Dalğa Arena      |                  |
|                  |                  |

| Kəpəz Gəncə     |
| --------------- |
| Stadion Miejski |
|                 |

| Qarabağ FK    |
| ------------- |
| Azərsun Arena |
|               |

| Neftçi PFK    |
| ------------- |
| Bakcell Arena |
|               |

| Şamaxı Baku |
| ----------- |
| İnter Arena |
|             |

| Sabah Baku            |
| --------------------- |
| Bank Respublika Arena |
|                       |

| Səbail Baku |
| ----------- |
| ASCO Arena  |
|             |

| Sumqayıt FK     |
| --------------- |
| Stadion Miejski |
|                 |

| Turan Tovuz     |
| --------------- |
| Stadion Miejski |
|                 |

| Zirə Baku               |
| ----------------------- |
| Zirə İdman Kompleksinin |
|                         |

Źródło: .